# ヒノオーディオ
ヒノオーディオは、東京都千代田区に所在していた企業。

## 概要
自作のオーディオ機器を扱っていた。HyuGer(ヒューガー)という自社のオーディオブランドの製品も展開していた。
自作のオーディオ機器を評価するヒノオーディオクラフト大賞というイベントを主催していた。第1回は2000年6月に行われ自作のスピーカーを評価して、金賞には30万円の賞金が与えられた。2000年11月に第2回ヒノオーディオ・クラフト大賞が実施され、この会では自作の真空管アンプが評価され、第1回と同じ人物が金賞に選ばれた。第3回ヒノオーディオ・クラフト大賞が2001年8月に実施され、トーキンのトランジスタを使用した自作のアンプが評価された。
真空管オーディオフェアにはHyuGerの製品も出展していた。2002年に出展していた製品は100万円のアンプ。2007年の第13回真空管オーディオ・フェアには、真空管アンプで聴くアルテックサウンドを小型スピーカーでも実現した小型スピーカーを出展。
2009年にはヒノオーディオの創業50周年を記念した真空管アンプを2種類販売する。

## 沿革
1960年4月に日野電気株式会社を創業。秋葉原のオーディオ専門店を経営する。後に他の家電も販売する。
1987年2月に日野電気のオーディオ部門が独立する形でヒノオーディオを創業。
1996年2月に真空管のアンプを専門に扱う店舗を開店。
1999年11月にヴィンテージのオーディオを専門に扱う店舗を開店。
2012年末に閉店。